# Johnny Cage
Johnny Cage is een personage uit de Mortal Kombat-serie. Hij werd geïntroduceerd in het eerste computerspel Mortal Kombat in 1992. Cage is een Amerikaanse filmster, getraind in vechtkunsten.

## Beschrijving
De spelserie geeft Cage weer als een van de beschermers van Earthrealm. Zijn echte naam is John Carlton, die afkomstig is van een van de programmeurs. Ook is Cage het eerste personage dat werd gecreëerd voor Mortal Kombat, een prototype van het spel toont namelijk twee Cage-personages die tegen elkaar vechten. Daarbij dient Johnny Cage als vrolijke noot in de spellen, als tegenhanger van de serieuze Liu Kang en Raiden.
Het ontwerp van Cage is gebaseerd op dat van filmster Jean-Claude van Damme, met name zijn rol van Frank Dux in de film Bloodsport uit 1988.
Als boegbeeld van de Mortal Kombat-serie verscheen Johnny Cage ook in andere media, spellen en films.